# Molophilus metpadinga
Molophilus metpadinga är en tvåvingeart som beskrevs av Günther Theischinger 1992. Molophilus metpadinga ingår i släktet Molophilus och familjen småharkrankar. Inga underarter finns listade i Catalogue of Life.